# Chór Alla Polacca przy Teatrze Wielkim – Operze Narodowej w Warszawie
Chór Alla Polacca przy Teatrze Wielkim – Operze Narodowej w Warszawie – chór dziecięcy i młodzieżowy działający przy Teatrze Wielkim w Warszawie.  Od 1983 roku prowadzony był przez Sabinę Włodarską. W 2014 nowym dyrektorem artystycznym i dyrygentem chóru została Anna Bednarska. 
Liczy ok. 200 członków. Zespół ma w repertuarze muzykę wszystkich epok. Dokonał nagrań m.in. współczesnej muzyki polskiej w radiu i telewizji. Wiele z nich to prawykonania. Bierze również udział w krajowych i zagranicznych konkursach chóralnych, zdobywając pierwsze miejsca (Sycylia, Cypr, Szwajcaria, Wielka Brytania, Włochy, Hiszpania, Izrael, Francja, Ukraina).

## Osiągnięcia
- 1984 – Ogólnopolski Konkurs Chórów Szkolnych A Capella (Bydgoszcz) – Złota Struna
- 1987 – Mladinski pevski festiwal w Celju (Jugosławia) – Srebrny medal
- 1988 – Międzynarodowy Konkurs Chórów w Tours (Francja)
- 1989 – Let The People Sing (1989) – III miejsce
- 1989 – Let The People Sing (1989) – II miejsce
- 1992 – Ogólnopolski Konkurs Chórów Szkolnych A Capella (Bydgoszcz) – Złoty Kamerton
- 1992 – Konkurs Chórów Szkolnych Województwa Mazowieckiego – I miejsce
- 1993 – Konkurs w Loeben (Austria) – II miejsce
- 1993 – Konkurs w Arezzo (Włochy) – III miejsce
- 1994 – Międzynarodowy Konkurs Chórów w Neerpelt (Belgia) – I miejsce
- 1995 – Międzynarodowy Festiwal Chórów w Nantes (Francja) – I miejsce
- 1995 – Międzynarodowy Festiwal Chórów w Des Moines (USA) – I miejsce
- 1996 – Międzynarodowy Konkurs Chórów w Tolosie (Hiszpania) – I nagroda
- 1998 – Międzynarodowy konkurs dla chórów Sirat Hayamim w Netanya (Izrael) – I miejsce
- 1999 – Radiowy konkurs EBU „Let the People Sing” – II miejsce
- 2005 – Łódzki Festiwal Chóralny „Cantio Lodziensis” – I miejsce
- 2006 – IV Międzynarodowy Festiwal Chórów Dziecięcych i Młodzieżowych w Teodozji na Krymie – dwa I miejsca
- 2011 – XIV Festiwal Chóralny „Cantio Lodziensis” (Łódź) – I miejsce; 42 Ogólnopolski Turniej Chórów „Leginica Cantat” (Legnica) – III miejsce; VI Ogólnopolski Konkurs Kolęd i Pastorałek (Chełmno) – Grand Prix
- 2012 – VIII Międzynarodowy Festiwal Chórów „Gaude Cantem” im. Kazimierza Fobera (Bielsko-Biała) – I i II miejsce; VIII Międzynarodowy Festiwal Chóralny „Mundus Cantat” (Sopot) – I miejsce
- 2013 – I Międzynarodowy Konkurs i Festiwal Chóralny im. M. Kopernika „Per Musicam Ad Astra” (Toruń) – I miejsce
- 2016 – XIX Festiwal Chóralny „Cantio Lodziensis” (Łódź) – Grand Prix
- 2017 – 52. Międzynarodowy Festiwal Pieśni Chóralnej w Międzyzdrojach – Złoto w kategorii Muzyki Sakralnej, Złoto w kategorii Muzyki Współczesnej, nagroda specjalna festiwalu – Puchar Oddziału Szczecińskiego Polskiego Związku Chórów i Orkiestr
- 2018 – IX Krakowski Międzynarodowy Festiwal Chóralny ,,Cracovia Cantans" – I Miejsce w kategorii Chóry Kameralne i II Miejsce w kategorii Muzyka Sakralna